# Даскилеон
Даскилеон (Daskyleion, на латински: Dascylium) днес Хисартепе (Hisartepe) е древен град във Витиния, Мала Азия и се намира на 30 км южно от Бандърма близо до езерото Куш, 2 км западно от село Ергили (в Турция).
Според легендата Даскилеон е основан от лидийския цар Даскил (ок. 700 пр.н.е.). При Ксеркс I Даскилеон става седалище на персийските сатрапи на Хелеспонтска Фригия. Градът е до 334 пр.н.е. в царството на Ахеменидите, което от там контролира Дарданелите. Според Ксенофонт в града се намирала персийска дворцова градина (parádeisos).
След битката при Граник (май 334 пр.н.е.) според Ариан Даскилеон е превзет без битка от Парменион. Войската на Александър Велики тръгва от там към Сарди и Ефес.
Даскилеон е открит през 1952 г. През октомври 2005 г. е открит един палат на персийския сатрап Артабаз, построен през 447 пр.н.е. Там е открит и зороастрийски персийски храм.